# Louis-Augustin le Clerc
Louis-Augustin le Clerc (ca. 1688 i Paris – 8. marts 1771 i København) var en fransk billedhugger virksom i Danmark.

## Tidlig karriere
Han var anden søn af kobberstikker Sébastian le Clerc (1657-1714) og Charlotte van den Kerckhove. Le Clerc var lærling af Antoine Coysevox på det franske akademi og vandt 1712 ved akademiet "2de prix de sculpture" for opgaven Abigael bringer levnedsmidler til Davids hær. 
Le Clerc arbejdede siden hos markgreve Carl Vilhelm Frederik i Ansbach; hos kurfyrst Clemens August i Brühl, hvor han var medhjælper hos François de Cuvilliés den ældre 1734-35 ved opførelsen af lystslottet Falkenlust.

## I Danmark
Le Clerc blev indkaldt til Danmark sommeren 1735 for at deltage i udsmykningen af det under opførelse værende Christiansborg Slot med en årlig løn af 630 rigsdaler kurant og 250 rigsdaler i rejsepenge. Han blev kongelig hofbilledhugger 23. december 1735 og fik ledelsen af billed- og stenhuggerarbejderne på Christiansborg 1737. I årene 1738-46 oppebar han 400 rigsdaler årligt for udførelse af modeller og tegninger. Han gav tegning til det galleri eller entablement med talrige billedstøtter, hvormed slottet var kranset.
Le Clercs indsats på Christiansborg gik fuldstændigt tabt ved slottets brand 1794. Derimod kan man stadig bevidne Le Clercs kunstneriske kunnen på Moltkes Palæ på Amalienborg.
Den Kongelige Kobberstiksamling har fire store perspektivtegninger i tusch, hvor Le Clerc har gengivet Christiansborg set fra forskellige sider. Af disse er de to udført i Christian VI's tid (den ene betalt 16. februar 1746), de to andre i Frederik V's (den ene dateret 1747). På disse tegninger kalder Le Clerc sig "premier sculpteur de Sa Majesté et dessinateur du cabinet".
Efter 1754 var Le Clercs virksomhed kun sparsom.

### Ansat ved de to kunstakademier
Le Clerc, siges der, "var ikke alene Billedhugger, men ogsaa Maler og smagfuld Dekoratør; maaske var han af karakter noget stridig". Han var fra 1740 til 1748 direktør for det ældre kunstakademi, hvor han havde været professor fra 1738. Indtil 1766 havde han en fribolig på Slotsholmen, som derefter blev afløst af en huslejegodtgørelse på 150 rigsdaler årligt. Da Kunstakademiet på Charlottenborg blev oprettet (1754), fik han plads blandt dets første professorer og forblev i denne stilling, til han døde den 8. marts 1771, næsten 83 år gammel. En perspektivisk udsigt til Frederikspladsen, tegnet af le Clerc, blev stukket af Johan Martin Preisler (1766).
Hans portræt, malet af Carl Gustaf Pilo (1763), tilhører Kunstakademiet. 

## Ægteskaber
Le Clerc var uden tvivl, da han kom til Danmark, gift med Caroline Wilhelmine Isabella (død 22. januar 1741 i København (?)), hvis familienavn ikke kendes. I januar 1742 holdt han skifte med sin eneste datter for den 30. januar 1742 at kunne ægte (i Sankt Petri Kirke) Jacobine Louise Lefèvre (ca. 1702 - begravet 12. maj 1757 i København); en søster til Briand de Crèvecœurs hustru og mulig søster til kgl. kammertjener Jean Pierre Lefèvre (død 1750). I 1757 oprettede de et reciprokt testamente, og hun døde før ham, men uvist hvornår, uden børn i dette ægteskab.
En måned før sin anden hustrus død gik han over fra den katolske til den fransk-reformerte menighed.
Han er begravet på Reformert Kirkes kirkegård.

## Værker
Bevarede værker:
- Figurgrupper i vægnicher i den øvre vestibule på slottet Falkenlust ved Brühl (før 1735)
- Reliefmedaljoner på Marmorbroens sider, København (1745, fornyet)
- Udskårne vaser af træ i Christiansborgs stalde under det nuværende Teatermuseum (1745)
- 4 perspektivtegninger i tusch af Christiansborg (1746-47, Den Kongelige Kobberstiksamling)
- Billedhuggerarbejder i riddersalen i Moltkes Palæ, Amalienborg
- Voksbuste af kong Frederik III (1751, montre af Dietrich Schäffer, De Danske Kongers Kronologiske Samling)[1]

Ikke-bevarede værker, alle Christiansborg Slot:
- Hovedgesims, kapitæler og vinduesindfatninger
- Panelværk, kaminstykker og konsolborde m.v. både i kongens og dronningens suiter
- Den gyldne spisesal med buffet og lysekroner
- Skulpturer på balustraden i Højesteretssalen samt Højesteretsskranken
- Alt billedhuggerarbejde i Christiansborg Slotskirke

Andre ikke-bevarede værker:
- Springvand i Kongens Have forestillende dreng med en svane (sandsten, 1739, erstattet med bronzefigur med lignende motiv, udført af H.E. Freund 1837. Denne er senere udskiftet).